# Li Yuanhong
Li Yuanhong (xinès tradicional: 黎元洪 ) (Huangpi, 1864 - Tianjin, 1928) va ser un militar i polític xinès que va evolucionar des de la seva trajectòria com a militar del govern imperial de la dinastia Qing, fins a ser dos cops President de la nova República de la Xina.

## Biografia
Li Yuanhong, també conegut pel seu nom de cortesia Songqing, va néixer el 19 d'octubre de 1864, a Shagangling, municipi de Dongchang, comtat de Huangpi, prefectura de Hanyang, província de Hubei (Xina), durant el mandat de l'emperador Tongzhi de la Dinastia Qing. Quan Li tenia catorze anys, la seva família es va traslladar a Tianjin. No va voler preparar-se pels exàmens imperials i va decidir seguir la carrera militar.
Va morir a Tianjin el 3 de juny de 1928.

### Carrera militar
El 1884, es va matricular com a cadet a l'Acadèmia Naval de Beiyang, creada per Li Hongzhan a Tianjin. Es va graduar cinc anys més tard amb una llicenciatura en enginyeria marina. Poc abans de l'esclat de la Primera Guerra Sino-japonesa el 1894, l'almirall Ding Ruchang el va assignar com a enginyer en cap del creuer Guangjia a Shanghai.
De camí cap a Port Arthur (actual Lüshunkou) a l'inici de la guerra, el vaixell va encallar en un escull i més tard va ser enfonsat pels trets japonesos. Li, que no sabia nedar, va arribar a terra, després d'haver-se mantingut a flotació amb el seu cinturó salvavides durant tres hores. Va fer el seu camí cap a Port Arthur, on va passar la resta de la guerra. Després d'això, va abandonar la seva carrera naval i va treballar com a enginyer militar per al governador general de Liangjiang, Zhang Zhidong, un notable oficial i reformador de la Dinastia Qing.
Va viatjar diverses vegades(1897,1899 i 1902). al Japó com observador de la modernització militar. Amb l'ajuda de militars alemanys va posar en marxa un programa d'actualització de les forces navals. El 1906, va se nomenat comandant de la 21a Brigada Mixta a Hankou i de la resta de Hubei. Les noves unitats de l'exèrcit, com la que comandava Li, eren els objectius principals dels revolucionaris. Li va descobrir i desmuntar una societat revolucionària secreta d'oficials, però sense poder evitar el creixement del moviment entre els militars.

##### De militar de l'Imperi a Cap del govern revolucionari

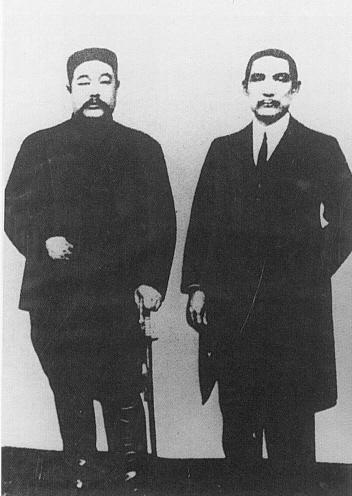
Li Yuanhong (a l'esquerra) amb Sun Yat-sen a Wuchang, abril de 1912

Durant la Revolució Xinhai, l'aixecament de Wuchang, i el Moviment de Protecció dels Ferrocarrils, el 10 d'octubre de 1911, després que una explosió prematura d'una bomba alertés les autoritats dinàstiques de la imminència d'una altra revolta, els revolucionaris van atacar per avançar-se a les mesures governamentals. Van tenir un èxit inicial, expulsant els funcionaris Qing de la regió de Hankou. No obstant això, cap dels seus propis líders va ser-hi present i el consell revolucionari provincial va nomenar Li, perquè era l'oficial superior present, com a cap del nou govern revolucionari provisional. Li, que no era ni revolucionari ni simpatitzant amb la seva causa, es va amagar però va ser amenaçat de mort a menys que s'unís a les forces revolucionàries com a líder.
A la reunió militar celebrada el 13 d'octubre,Li Yuanhong pronuncià el seu primer discurs des de la seva presa de possessió, analitzant la situació actual de la revolució i les tasques a desenvolupar. Va assenyalar que l'aixecament de l'exèrcit revolucionari va facilitar l'enderrocament de la dinastia Qing, la restauració del domini de la nacionalitat Han i l'inici de l'abolició de l'autocràcia i l'establiment d'una república, i va acceptar ocupar el càrrec de governador. En aquesta fase Li va haver de fer front a la pressió militar externa però també als problemes interns fruit de la distribució del poder en el nou govern militar provisional. Amb l'arribada dels dirigents del Tongmenghui Li va nomenar Huang Xing com a comandant en cap de l'Exèrcit Revolucionari de Hubei en temps de guerra, i totes les tropes i reforços de Hubei enviats des d'altres províncies estaven sota el seu control. També va nomenar al diplomàtic Wu Tingfang per establir negociacions amb el representant del govern imperial a Shanghai.
El mes de desembre de 1911 els revolucionaris van arribar a un pacte amb les forces imperials comandades per Yuan Shikai que finalment va acceptar la proposta de Li contraria a la formació d'una monarquia constitucional com volia Yuan.
A mesura que la revolució va agafar impuls i va mostrar signes d'èxit, Li va acceptar els plantejaments del nou govern. Va participar en la política revolucionària però quan el govern es va traslladar a Pequín va romandre a Hankou com governador militar de la província de Hubei.

### Carrera política

#### Vicepresident
El gener de 1912, el govern provisional de la República de la Xina es va establir a Nanjing. Després d'importants discussions internes Sun Yat-sen va ser nomenat President de la nova República i Li Yuanhong va ser elegit vicepresident i nomenat per actuar simultàniament com a cap de l'estat major i governador militar de Hubei i Jiangxi. El 7 d'octubre de 1913, va ser elegit formalment vicepresident pel Primer Parlament Regular de la Xina, i va marxar a Pequín per assumir les seves funcions, ocupant simultàniament els càrrecs de Cap de l'Estat Major i Portaveu del Consell Nacional.

#### President: Primer mandat. Crisi parlamentària i restauració de la monarquia
A la mort de Yuan Shikai i d'acord amb les disposicions d'aquest, el 7 de juny de 1916, Li Yuanhong va se nomenat President de la República, amb Duan Qirui com a Primer ministre i Feng Guozhang com a vicepresident, dos política forts amb poder militar i d'alguna forma oposats a Li, especialment en els temes referents a la possible entrada de la Xina en la Primera Guerra Mundial, i en concret contra Alemanya. Malgrat que Li tenia el suport del Parlament, Zhang Xun, governador d'Anhui va aprofitar els risc d'una guerra civil i l'estiu de 1917 va organitzar un cop d'Estat a Pequín i la restauració del regim imperial. Li va fugir a Tianjin on hi va restar fins al 1922. Les forces contraries a la restauració de la monarquia van nomenar a Feng Guozhang com a President i Duan Qirui Primer ministre. Es va obrir un període de lluites entre les diverses faccions i camarilles (camarilla d'Anhui i camarilla de Zhili).

##### Segon mandat
Li va tornar a exercir com a president de la Xina entre l'11 de juny de 1922 i el 13 de juny de 1923 després que Cao Kun forcés la retirada del president Xu Shichang.
Li va ser escollit perquè era respectat per totes les faccions i s'esperava reunificar el país. Només va acceptar amb les garanties de que les forces dels senyors de la guerra es dissolguessin. Com en el seu primer mandat, va convocar de nou l'Assemblea Nacional original, i va reorganitzar el Govern amb experts de prestigi. Pero Cao aviat va albergar ambicions presidencials i va orquestrar vagues per forçar Li a deixar el càrrec. Cao va arribar a intentar subornar l'assemblea perquè el destituís. Quan Li estava desallotjant la capital, va intentar endur-se el segell presidencial però va ser interceptat. Va fugir al Japó per rebre tractament mèdic i va tornar a Tianjin el 1924 on va morir més tard.

### Li en el cinema
El 2011 els cineastes Hai Tao, Li Wei i Tang Guoqiang, van dirigir 1911(pel·lícula), també coneguda com Xinhai Revolution ó The 1911 Revolution, un drama històric basat en la fundació de la República de la Xina quan les forces nacionalistes liderades per Sun Yat-sen van enderrocar la Dinastia Qing. El film és protagonitzat per Jackie Chan i amb l'actor Jiang Wu en el paper de Li Yuanhong.